# Flughafen Veracruz

i8
i11
i13
Der Flughafen Veracruz (spanisch Aeropuerto Internacional de Veracruz, IATA-Code: VER, ICAO-Code: MMVR) ist ein internationaler Flughafen bei der Großstadt Veracruz im gleichnamigen Bundesstaat Mexikos.

## Lage
Der Flughafen Veracruz befindet sich etwa 6 km (Luftlinie) westlich der Küste des Golfs von Mexiko und etwa 300 km östlich von Mexiko-Stadt in einer Höhe von ca. 27 m.

## Flugverbindungen
Es werden hauptsächlich nationale Flüge nach Mexiko-Stadt und anderen mexikanischen Städten abgewickelt; einziger internationaler Zielflughafen ist derzeit Houston.

## Passagierzahlen
Im Jahr 2019 wurden erstmals annähernd 1,5 Millionen Passagiere abgefertigt. Danach erfolgte ein deutlicher Rückgang infolge der COVID-19-Pandemie.

## Zwischenfälle
- Am 13. November 1946 wurde eine Douglas DC-3 der mexikanischen Communicaciones Aéreas de Veracruz (Luftfahrzeugkennzeichen XA-FOZ) in 11000 Fuß (3350 Metern) Höhe gegen einen wolkenverhangenen Berg geflogen. Das Flugzeug war über bergigem Gelände vom Kurs abgekommen. Der Unfall ereignete sich 20 Kilometer östlich von Perote (Mexiko), 116 Kilometer nordwestlich vom Ziel, dem Flughafen Veracruz. Durch diesen CFIT (Controlled flight into terrain) wurden alle 15 Insassen getötet, drei Besatzungsmitglieder und 12 Passagiere.[4]